# 4 Heures de Dubaï 2023
Navigation
Édition précédente Édition suivante
Les 4 Heures de Dubaï 2023, disputées du 11 février 2023 au 12 février 2023 sur le Dubaï Autodrome. Lors de cette épreuve, deux courses de 4 heures ont eu lieu et ont été la première et deuxième manches de l'Asian Le Mans Series 2022.

## Course 1

### Classement de la course
Voici le classement provisoire au terme de la course.
- Les vainqueurs de chaque catégorie sont signalés par un fond jauni.
- Pour la colonne Pneus, il faut passer le curseur au-dessus du modèle pour connaître le manufacturier de pneumatiques.

| Pos | Classe | no | Écurie                       | Pilotes                                                  | Châssis                            | Pneus | Tours | Temps               |
| Pos | Classe | no | Écurie                       | Pilotes                                                  | Moteur                             | Pneus | Tours | Temps               |
| --- | ------ | -- | ---------------------------- | -------------------------------------------------------- | ---------------------------------- | ----- | ----- | ------------------- |
| 1   | LMP2   | 25 | Algarve Pro Racing           | James Allen John Falb Kyffin Simpson                     | Oreca 07                           | M     | 118   | 4 h 03 min 08 s 373 |
| 1   | LMP2   | 25 | Algarve Pro Racing           | James Allen John Falb Kyffin Simpson                     | Gibson GK428 4,2 l V8 Atmo         | M     | 118   | 4 h 03 min 08 s 373 |
| 2   | LMP2   | 3  | DKR Engineering              | Charlie Eastwood Ayhancan Güven Salih Yoluç              | Oreca 07                           | M     | 118   | + 9 s 054           |
| 2   | LMP2   | 3  | DKR Engineering              | Charlie Eastwood Ayhancan Güven Salih Yoluç              | Gibson GK428 4,2 l V8 Atmo         | M     | 118   | + 9 s 054           |
| 3   | LMP2   | 98 | 99 Racing                    | Neel Jani Nikita Mazepin Gonçalo Gomes (de)              | Oreca 07                           | M     | 118   | + 9 s 391           |
| 3   | LMP2   | 98 | 99 Racing                    | Neel Jani Nikita Mazepin Gonçalo Gomes (de)              | Gibson GK428 4,2 l V8 Atmo         | M     | 118   | + 9 s 391           |
| 4   | LMP2   | 24 | Nielsen Racing               | Mathias Beche Ben Hanley Rodrigo Sales                   | Oreca 07                           | M     | 118   | + 33 s 999          |
| 4   | LMP2   | 24 | Nielsen Racing               | Mathias Beche Ben Hanley Rodrigo Sales                   | Gibson GK428 4,2 l V8 Atmo\|       | M     | 118   | + 33 s 999          |
| 5   | LMP2   | 22 | United Autosports            | Paul di Resta Philip Hanson James McGuire                | Oreca 07                           | M     | 117   | + 1 Tour            |
| 5   | LMP2   | 22 | United Autosports            | Paul di Resta Philip Hanson James McGuire                | Gibson GK428 4,2 l V8 Atmo         | M     | 117   | + 1 Tour            |
| 6   | LMP2   | 23 | United Autosports            | Oliver Jarvis Garnet Patterson Yasser Shahin             | Oreca 07                           | M     | 117   | + 1 Tour            |
| 6   | LMP2   | 23 | United Autosports            | Oliver Jarvis Garnet Patterson Yasser Shahin             | Gibson GK428 4,2 l V8 Atmo         | M     | 117   | + 1 Tour            |
| 7   | LMP2   | 44 | ARC Bratislava               | Miro Konôpka Nico Pino László Tóth (en)                  | Oreca 07                           | M     | 117   | + 1 Tour            |
| 7   | LMP2   | 44 | ARC Bratislava               | Miro Konôpka Nico Pino László Tóth (en)                  | Gibson GK428 4,2 l V8 Atmo         | M     | 117   | + 1 Tour            |
| 8   | LMP2   | 37 | Cool Racing                  | Alexandre Coigny Malthe Jakobsen Nicolas Lapierre        | Oreca 07                           | M     | 115   | + 3 Tours           |
| 8   | LMP2   | 37 | Cool Racing                  | Alexandre Coigny Malthe Jakobsen Nicolas Lapierre        | Gibson GK428 4,2 l V8 Atmo         | M     | 115   | + 3 Tours           |
| 9   | LMP3   | 29 | MV2S Racing                  | Jérôme de Sadeleer (en) Vyacheslav Gutak Fabien Lavergne | Ligier JS P320                     | M     | 114   | + 4 Tours           |
| 9   | LMP3   | 29 | MV2S Racing                  | Jérôme de Sadeleer (en) Vyacheslav Gutak Fabien Lavergne | Nissan VK56 5,6 l V8 Atmo          | M     | 114   | + 4 Tours           |
| 10  | LMP3   | 8  | Graff Racing                 | François Hériau Xavier Lloveras (es) Fabrice Rossello    | Ligier JS P320                     | M     | 114   | + 4 Tours           |
| 10  | LMP3   | 8  | Graff Racing                 | François Hériau Xavier Lloveras (es) Fabrice Rossello    | Nissan VK56 5,6 l V8 Atmo          | M     | 114   | + 4 Tours           |
| 11  | LMP3   | 1  | CD Sport                     | Nick Adcock Michael Jensen Valdemar Eriksen              | Ligier JS P320                     | M     | 113   | + 5 Tours           |
| 11  | LMP3   | 1  | CD Sport                     | Nick Adcock Michael Jensen Valdemar Eriksen              | Nissan VK56 5,6 l V8 Atmo          | M     | 113   | + 5 Tours           |
| 12  | LMP3   | 55 | Rinaldi Racing               | Lorcan Hanafin Matthias Lüthen (en) Jonas Ried           | Duqueine M30 - D08                 | M     | 113   | + 5 Tours           |
| 12  | LMP3   | 55 | Rinaldi Racing               | Lorcan Hanafin Matthias Lüthen (en) Jonas Ried           | Nissan VK56 5,6 l V8 Atmo          | M     | 113   | + 5 Tours           |
| 13  | LMP3   | 73 | Inter Europol Competition    | Alexander Bukhantsov John Corbett James Winslow          | Ligier JS P320                     | M     | 113   | + 5 Tours           |
| 13  | LMP3   | 73 | Inter Europol Competition    | Alexander Bukhantsov John Corbett James Winslow          | Nissan VK56 5,6 l V8 Atmo          | M     | 113   | + 5 Tours           |
| 14  | LMP3   | 5  | DKR Engineering              | Valentino Catalano Tom van Rompuy                        | Duqueine M30 - D08                 | M     | 113   | + 5 Tours           |
| 14  | LMP3   | 5  | DKR Engineering              | Valentino Catalano Tom van Rompuy                        | Nissan VK56 5,6 l V8 Atmo          | M     | 113   | + 5 Tours           |
| 15  | GT     | 34 | Walkenhorst Motorsport       | Nicky Catsburg Thomas Merrill (de) Chandler Hull         | BMW M4 GT3                         | M     | 112   | + 6 Tours           |
| 15  | GT     | 34 | Walkenhorst Motorsport       | Nicky Catsburg Thomas Merrill (de) Chandler Hull         | BMW P58 3,0 L i6 M TwinPower Turbo | M     | 112   | + 6 Tours           |
| 16  | LMP3   | 2  | CD Sport                     | Vladislav Lomko James Sweetnam Fabien Michal             | Ligier JS P320                     | M     | 112   | + 6 Tours           |
| 16  | LMP3   | 2  | CD Sport                     | Vladislav Lomko James Sweetnam Fabien Michal             | Nissan VK56 5,6 l V8 Atmo          | M     | 112   | + 6 Tours           |
| 17  | GT     | 10 | GetSpeed Performance         | Raffaele Marciello Fabian Schiller (en) Florian Scholze  | Mercedes-AMG GT3 Evo               | M     | 112   | + 6 Tours           |
| 17  | GT     | 10 | GetSpeed Performance         | Raffaele Marciello Fabian Schiller (en) Florian Scholze  | Mercedes-Benz M159 6,2 L V8 Atmo   | M     | 112   | + 6 Tours           |
| 18  | GT     | 7  | Haupt Racing Team            | Al Faisal Al Zubair (en) Martin Konrad Luca Stolz (en)   | Mercedes-AMG GT3 Evo               | M     | 112   | + 6 Tours           |
| 18  | GT     | 7  | Haupt Racing Team            | Al Faisal Al Zubair (en) Martin Konrad Luca Stolz (en)   | Mercedes-Benz M159 6,2 L V8 Atmo   | M     | 112   | + 6 Tours           |
| 19  | LMP3   | 9  | Graff Racing                 | Belén García Sébastien Page Éric Trouillet (de)          | Ligier JS P320                     | M     | 112   | + 6 Tours           |
| 19  | LMP3   | 9  | Graff Racing                 | Belén García Sébastien Page Éric Trouillet (de)          | Nissan VK56 5,6 l V8 Atmo          | M     | 112   | + 6 Tours           |
| 20  | GT     | 91 | Herberth Motorsport          | Harry King (en) Alex Malykhin Joel Sturm                 | Porsche 911 GT3 R                  | M     | 112   | + 6 Tours           |
| 20  | GT     | 91 | Herberth Motorsport          | Harry King (en) Alex Malykhin Joel Sturm                 | Porsche 4,2 l Flat-6 Atmo          | M     | 112   | + 6 Tours           |
| 21  | LMP3   | 53 | Inter Europol Competition    | Kai Askey Wyatt Brichacek (en) Miguel Cristóvão          | Ligier JS P320                     | M     | 112   | + 6 Tours           |
| 21  | LMP3   | 53 | Inter Europol Competition    | Kai Askey Wyatt Brichacek (en) Miguel Cristóvão          | Nissan VK56 5,6 l V8 Atmo          | M     | 112   | + 6 Tours           |
| 22  | LMP3   | 15 | RLR Msport                   | Amir Feyzulin Bijoy Garg (en) Andres Latorre             | Ligier JS P320                     | M     | 112   | + 6 Tours           |
| 22  | LMP3   | 15 | RLR Msport                   | Amir Feyzulin Bijoy Garg (en) Andres Latorre             | Nissan VK56 5,6 l V8 Atmo          | M     | 112   | + 6 Tours           |
| 23  | GT     | 20 | Herberth Motorsport          | Matteo Cairoli Nicolas Leutwiler Mikkel Pedersen         | Porsche 911 GT3 R                  | M     | 111   | + 7 Tours           |
| 23  | GT     | 20 | Herberth Motorsport          | Matteo Cairoli Nicolas Leutwiler Mikkel Pedersen         | Porsche 4,2 l Flat-6 Atmo          | M     | 111   | + 7 Tours           |
| 24  | GT     | 99 | Herberth Motorsport          | Ralf Bohn (de) Axcil Jefferies Robert Renauer (de)       | Porsche 911 GT3 R                  | M     | 111   | + 7 Tours           |
| 24  | GT     | 99 | Herberth Motorsport          | Ralf Bohn (de) Axcil Jefferies Robert Renauer (de)       | Porsche 4,2 l Flat-6 Atmo          | M     | 111   | + 7 Tours           |
| 25  | GT     | 6  | Haupt Racing Team            | Frank Bird Michael Blanchemain Arjun Maini               | Mercedes-AMG GT3 Evo               | M     | 111   | + 7 Tours           |
| 25  | GT     | 6  | Haupt Racing Team            | Frank Bird Michael Blanchemain Arjun Maini               | Mercedes-Benz M159 6,2 L V8 Atmo   | M     | 111   | + 7 Tours           |
| 26  | GT     | 60 | Formula Racing               | Conrad Laursen Johnny Laursen Nicklas Nielsen            | Ferrari 488 GT3 Evo 2020           | M     | 111   | + 7 Tours           |
| 26  | GT     | 60 | Formula Racing               | Conrad Laursen Johnny Laursen Nicklas Nielsen            | Ferrari F154CB 3,9 L V8 Turbo      | M     | 111   | + 7 Tours           |
| 27  | GT     | 21 | AF Corse                     | Stefano Costantini (it) Simon Mann Miguel Molina         | Ferrari 488 GT3 Evo 2020           | M     | 111   | + 7 Tours           |
| 27  | GT     | 21 | AF Corse                     | Stefano Costantini (it) Simon Mann Miguel Molina         | Ferrari F154CB 3,9 L V8 Turbo      | M     | 111   | + 7 Tours           |
| 28  | GT     | 19 | Leipert Motorsport (de)      | Brendon Leitch (en) Marco Mapelli (en) Gabriel Rindone   | Lamborghini Huracán GT3 Evo        | M     | 111   | + 7 Tours           |
| 28  | GT     | 19 | Leipert Motorsport (de)      | Brendon Leitch (en) Marco Mapelli (en) Gabriel Rindone   | Lamborghini 5,2 L V10 Atmo         | M     | 111   | + 7 Tours           |
| 29  | GT     | 95 | TF Sport                     | Jonathan Adam Henrique Chaves John Hartshorne            | Aston Martin Vantage AMR GT3       | M     | 110   | + 8 Tours           |
| 29  | GT     | 95 | TF Sport                     | Jonathan Adam Henrique Chaves John Hartshorne            | Aston Martin 4,0 L V8 Turbo        | M     | 110   | + 8 Tours           |
| 30  | GT     | 59 | Garage 59                    | Robert Bell Nick Halstead (en) Louis Prette (en)         | McLaren 720S GT3                   | M     | 110   | + 8 Tours           |
| 30  | GT     | 59 | Garage 59                    | Robert Bell Nick Halstead (en) Louis Prette (en)         | McLaren M840T 4,0 l V8 Bi-Turbo    | M     | 110   | + 8 Tours           |
| 31  | GT     | 77 | D'Station Racing             | Charlie Fagg Tomonobu Fujii Satoshi Hoshino              | Aston Martin Vantage AMR GT3       | M     | 110   | + 8 Tours           |
| 31  | GT     | 77 | D'Station Racing             | Charlie Fagg Tomonobu Fujii Satoshi Hoshino              | Aston Martin 4,0 L V8 Turbo        | M     | 110   | + 8 Tours           |
| 32  | GT     | 57 | Car Guy Racing               | Mikkel Jensen Takeshi Kimura Frederik Schandorff         | Ferrari 488 GT3 Evo 2020           | M     | 110   | + 8 Tours           |
| 32  | GT     | 57 | Car Guy Racing               | Mikkel Jensen Takeshi Kimura Frederik Schandorff         | Ferrari F154CB 3,9 L V8 Turbo      | M     | 110   | + 8 Tours           |
| 33  | GT     | 88 | Garage 59                    | Benjamin Goethe (en) Alexander West (de) Tom Gamble      | McLaren 720S GT3                   | M     | 110   | + 8 Tours           |
| 33  | GT     | 88 | Garage 59                    | Benjamin Goethe (en) Alexander West (de) Tom Gamble      | McLaren M840T 4,0 l V8 Bi-Turbo    | M     | 110   | + 8 Tours           |
| 34  | LMP3   | 63 | Inter Europol Competition    | Adam Ali James Dayson John Schauerman                    | Ligier JS P320                     | M     | 109   | + 9 Tours           |
| 34  | LMP3   | 63 | Inter Europol Competition    | Adam Ali James Dayson John Schauerman                    | Nissan VK56 5,6 l V8 Atmo          | M     | 109   | + 9 Tours           |
| 35  | LMP3   | 18 | 360 Racing                   | Sebastián Álvarez (en) Frédéric Jousset Ross Kaiser      | Ligier JS P320                     | M     | 107   | + 11 Tours          |
| 35  | LMP3   | 18 | 360 Racing                   | Sebastián Álvarez (en) Frédéric Jousset Ross Kaiser      | Nissan VK56 5,6 l V8 Atmo          | M     | 107   | + 11 Tours          |
| 36  | LMP3   | 4  | Nielsen Racing               | Matt Bell Tony Wells                                     | Ligier JS P320                     | M     | 106   | + 12 Tours          |
| 36  | LMP3   | 4  | Nielsen Racing               | Matt Bell Tony Wells                                     | Nissan VK56 5,6 l V8 Atmo          | M     | 106   | + 12 Tours          |
| 37  | GT     | 67 | Orange Racing Powered by JMH | Marcus Clutton Michael O'Brien Simon Orange              | McLaren 720S GT3                   | M     | 105   | + 13 Tours          |
| 37  | GT     | 67 | Orange Racing Powered by JMH | Marcus Clutton Michael O'Brien Simon Orange              | McLaren M840T 4,0 l V8 Bi-Turbo    | M     | 105   | + 13 Tours          |
| 38  | LMP3   | 17 | Cool Racing                  | Adrien Chila Cédric Oltramare Marcos Siebert             | Ligier JS P320                     | M     | 105   | + 13 Tours          |
| 38  | LMP3   | 17 | Cool Racing                  | Adrien Chila Cédric Oltramare Marcos Siebert             | Nissan VK56 5,6 l V8 Atmo          | M     | 105   | + 13 Tours          |
| 39  | GT     | 16 | GetSpeed Performance         | Zhou Bihouang Alexandre Imperatori Wang Zhongwei         | Mercedes-AMG GT3 Evo               | M     | 104   | + 14 Tours          |
| 39  | GT     | 16 | GetSpeed Performance         | Zhou Bihouang Alexandre Imperatori Wang Zhongwei         | Mercedes-Benz M159 6,2 L V8 Atmo   | M     | 104   | + 14 Tours          |
| Nc. | LMP2   | 43 | Inter Europol Competition    | Christian Bogle (en) Charles Crews Nolan Siegel (en)     | Oreca 07                           | M     | 102   | Roulement de roue   |
| Nc. | LMP2   | 43 | Inter Europol Competition    | Christian Bogle (en) Charles Crews Nolan Siegel (en)     | Gibson GK428 4,2 l V8 Atmo         | M     | 102   | Roulement de roue   |
| Nc. | GT     | 33 | Herberth Motorsport          | Antares Au Klaus Bachler Alfred Renauer (de)             | Porsche 911 GT3 R                  | M     | 90    | Non classé          |
| Nc. | GT     | 33 | Herberth Motorsport          | Antares Au Klaus Bachler Alfred Renauer (de)             | Porsche 4,2 l Flat-6 Atmo          | M     | 90    | Non classé          |
| Nc. | GT     | 74 | Kessel Racing                | Michał Broniszewski Felipe Fraga David Fumanelli (en)    | Ferrari 488 GT3 Evo 2020           | M     | 75    | Penalité            |
| Nc. | GT     | 74 | Kessel Racing                | Michał Broniszewski Felipe Fraga David Fumanelli (en)    | Ferrari F154CB 3,9 L V8 Turbo      | M     | 75    | Penalité            |
| Nc. | GT     | 72 | HubAuto Racing               | Jules Gounon Ollie Millroy Liam Talbot (de)              | Mercedes-AMG GT3 Evo               | M     | 72    | Moteur              |
| Nc. | GT     | 72 | HubAuto Racing               | Jules Gounon Ollie Millroy Liam Talbot (de)              | Mercedes-Benz M159 6,2 L V8 Atmo   | M     | 72    | Moteur              |
| Nc. | GT     | 65 | Viper Niza Racing (en)       | Dominic Ang Douglas Khoo (en)                            | Aston Martin Vantage AMR GT3       | M     | 72    | Penalité            |
| Nc. | GT     | 65 | Viper Niza Racing (en)       | Dominic Ang Douglas Khoo (en)                            | Aston Martin 4,0 L V8 Turbo        | M     | 72    | Penalité            |
| Nc. | LMP3   | 11 | WTM par Rinaldi Racing       | Torsten Kratz Nicolás Varrone (es) Leo Weiss             | Duqueine M30 - D08                 | M     | 44    | Boite de vitesses   |
| Nc. | LMP3   | 11 | WTM par Rinaldi Racing       | Torsten Kratz Nicolás Varrone (es) Leo Weiss             | Nissan VK56 5,6 l V8 Atmo          | M     | 44    | Boite de vitesses   |
| Nc. | GT     | 66 | Bullitt Racing               | Martin Berry Valentin Hasse-Clot Jacob Riegel            | Aston Martin Vantage AMR GT3       | M     | 4     | Collision           |
| Nc. | GT     | 66 | Bullitt Racing               | Martin Berry Valentin Hasse-Clot Jacob Riegel            | Aston Martin 4,0 L V8 Turbo        | M     | 4     | Collision           |

### Pole position et record du tour
- Pole position :  Charles Crews sur n°43 Inter Europol Competition en 1 min 48 s 580 .
- Meilleur tour en course :  Charles Crews sur n°43 Inter Europol Competition en 1 min 49 s 143  au 5e tour.

### Tours en tête
- no 43 Oreca 07 - Inter Europol Competition : 37 tours (1-13 / 15-35 / 37-39)[6]
- no 3 Oreca 07 - DKR Engineering : 54 tours (14 / 36 / 40-70 / 80 / 82-101)
- no 25 Oreca 07 - Algarve Pro Racing : 24 tours (71-76 / 81 / 102-118)
- no 98 Oreca 07 - 99 Racing : 3 tours (77-79)

## Course 2

### Classement de la course
Voici le classement provisoire au terme de la course.
- Les vainqueurs de chaque catégorie sont signalés par un fond jauni.
- Pour la colonne Pneus, il faut passer le curseur au-dessus du modèle pour connaître le manufacturier de pneumatiques.

| Pos | Classe | no | Écurie                       | Pilotes                                                  | Châssis                            | Pneus | Tours | Temps               |
| Pos | Classe | no | Écurie                       | Pilotes                                                  | Moteur                             | Pneus | Tours | Temps               |
| --- | ------ | -- | ---------------------------- | -------------------------------------------------------- | ---------------------------------- | ----- | ----- | ------------------- |
| 1   | LMP2   | 43 | Inter Europol Competition    | Christian Bogle (en) Charles Crews Nolan Siegel (en)     | Oreca 07                           | M     | 115   | 4 h 03 min 13 s 787 |
| 1   | LMP2   | 43 | Inter Europol Competition    | Christian Bogle (en) Charles Crews Nolan Siegel (en)     | Gibson GK428 4,2 l V8 Atmo         | M     | 115   | 4 h 03 min 13 s 787 |
| 2   | LMP2   | 3  | DKR Engineering              | Charlie Eastwood Ayhancan Güven Salih Yoluç              | Oreca 07                           | M     | 115   | + 17 s 945          |
| 2   | LMP2   | 3  | DKR Engineering              | Charlie Eastwood Ayhancan Güven Salih Yoluç              | Gibson GK428 4,2 l V8 Atmo         | M     | 115   | + 17 s 945          |
| 3   | LMP2   | 24 | Nielsen Racing               | Mathias Beche Ben Hanley Rodrigo Sales                   | Oreca 07                           | M     | 115   | + 19 s 900          |
| 3   | LMP2   | 24 | Nielsen Racing               | Mathias Beche Ben Hanley Rodrigo Sales                   | Gibson GK428 4,2 l V8 Atmo         | M     | 115   | + 19 s 900          |
| 4   | LMP2   | 25 | Algarve Pro Racing           | James Allen John Falb Kyffin Simpson                     | Oreca 07                           | M     | 115   | + 25 s 975          |
| 4   | LMP2   | 25 | Algarve Pro Racing           | James Allen John Falb Kyffin Simpson                     | Gibson GK428 4,2 l V8 Atmo         | M     | 115   | + 25 s 975          |
| 5   | LMP2   | 37 | Cool Racing                  | Alexandre Coigny Malthe Jakobsen Nicolas Lapierre        | Oreca 07                           | M     | 115   | + 26 s 353          |
| 5   | LMP2   | 37 | Cool Racing                  | Alexandre Coigny Malthe Jakobsen Nicolas Lapierre        | Gibson GK428 4,2 l V8 Atmo         | M     | 115   | + 26 s 353          |
| 6   | LMP2   | 98 | 99 Racing                    | Neel Jani Nikita Mazepin Gonçalo Gomes (de)              | Oreca 07                           | M     | 115   | + 38 s 887          |
| 6   | LMP2   | 98 | 99 Racing                    | Neel Jani Nikita Mazepin Gonçalo Gomes (de)              | Gibson GK428 4,2 l V8 Atmo         | M     | 115   | + 38 s 887          |
| 7   | LMP2   | 22 | United Autosports            | Paul di Resta Philip Hanson James McGuire                | Oreca 07                           | M     | 114   | + 1 Tour            |
| 7   | LMP2   | 22 | United Autosports            | Paul di Resta Philip Hanson James McGuire                | Gibson GK428 4,2 l V8 Atmo         | M     | 114   | + 1 Tour            |
| 8   | LMP2   | 23 | United Autosports            | Oliver Jarvis Garnet Patterson Yasser Shahin             | Oreca 07                           | M     | 114   | + 1 Tour            |
| 8   | LMP2   | 23 | United Autosports            | Oliver Jarvis Garnet Patterson Yasser Shahin             | Gibson GK428 4,2 l V8 Atmo         | M     | 114   | + 1 Tour            |
| 9   | LMP2   | 44 | ARC Bratislava               | Miro Konôpka Nico Pino László Tóth (en)                  | Oreca 07                           | M     | 113   | + 2 Tours           |
| 9   | LMP2   | 44 | ARC Bratislava               | Miro Konôpka Nico Pino László Tóth (en)                  | Gibson GK428 4,2 l V8 Atmo         | M     | 113   | + 2 Tours           |
| 10  | LMP3   | 5  | DKR Engineering              | Valentino Catalano Tom van Rompuy                        | Duqueine M30 - D08                 | M     | 112   | + 3 Tours           |
| 10  | LMP3   | 5  | DKR Engineering              | Valentino Catalano Tom van Rompuy                        | Nissan VK56 5,6 l V8 Atmo          | M     | 112   | + 3 Tours           |
| 11  | LMP3   | 8  | Graff Racing                 | François Hériau Xavier Lloveras (es) Fabrice Rossello    | Ligier JS P320                     | M     | 112   | + 3 Tours           |
| 11  | LMP3   | 8  | Graff Racing                 | François Hériau Xavier Lloveras (es) Fabrice Rossello    | Nissan VK56 5,6 l V8 Atmo          | M     | 112   | + 3 Tours           |
| 12  | LMP3   | 29 | MV2S Racing                  | Jérôme de Sadeleer (en) Vyacheslav Gutak Fabien Lavergne | Ligier JS P320                     | M     | 112   | + 3 Tours           |
| 12  | LMP3   | 29 | MV2S Racing                  | Jérôme de Sadeleer (en) Vyacheslav Gutak Fabien Lavergne | Nissan VK56 5,6 l V8 Atmo          | M     | 112   | + 3 Tours           |
| 13  | LMP3   | 11 | WTM par Rinaldi Racing       | Torsten Kratz Nicolás Varrone (es) Leo Weiss             | Duqueine M30 - D08                 | M     | 111   | + 4 Tours           |
| 13  | LMP3   | 11 | WTM par Rinaldi Racing       | Torsten Kratz Nicolás Varrone (es) Leo Weiss             | Nissan VK56 5,6 l V8 Atmo          | M     | 111   | + 4 Tours           |
| 14  | LMP3   | 2  | CD Sport                     | Vladislav Lomko James Sweetnam Fabien Michal             | Ligier JS P320                     | M     | 111   | + 4 Tours           |
| 14  | LMP3   | 2  | CD Sport                     | Vladislav Lomko James Sweetnam Fabien Michal             | Nissan VK56 5,6 l V8 Atmo          | M     | 111   | + 4 Tours           |
| 15  | LMP3   | 4  | Nielsen Racing               | Matt Bell Tony Wells                                     | Ligier JS P320                     | M     | 111   | + 4 Tours           |
| 15  | LMP3   | 4  | Nielsen Racing               | Matt Bell Tony Wells                                     | Nissan VK56 5,6 l V8 Atmo          | M     | 111   | + 4 Tours           |
| 16  | LMP3   | 73 | Inter Europol Competition    | Alexander Bukhantsov John Corbett James Winslow          | Ligier JS P320                     | M     | 111   | + 4 Tours           |
| 16  | LMP3   | 73 | Inter Europol Competition    | Alexander Bukhantsov John Corbett James Winslow          | Nissan VK56 5,6 l V8 Atmo          | M     | 111   | + 4 Tours           |
| 17  | LMP3   | 9  | Graff Racing                 | Belén García Sébastien Page Éric Trouillet (de)          | Ligier JS P320                     | M     | 111   | + 4 Tours           |
| 17  | LMP3   | 9  | Graff Racing                 | Belén García Sébastien Page Éric Trouillet (de)          | Nissan VK56 5,6 l V8 Atmo          | M     | 111   | + 4 Tours           |
| 18  | LMP3   | 1  | CD Sport                     | Nick Adcock Michael Jensen Valdemar Eriksen              | Ligier JS P320                     | M     | 111   | + 4 Tours           |
| 18  | LMP3   | 1  | CD Sport                     | Nick Adcock Michael Jensen Valdemar Eriksen              | Nissan VK56 5,6 l V8 Atmo          | M     | 111   | + 4 Tours           |
| 19  | GT     | 34 | Walkenhorst Motorsport       | Nicky Catsburg Thomas Merrill (de) Chandler Hull         | BMW M4 GT3                         | M     | 110   | + 5 Tours           |
| 19  | GT     | 34 | Walkenhorst Motorsport       | Nicky Catsburg Thomas Merrill (de) Chandler Hull         | BMW P58 3,0 L i6 M TwinPower Turbo | M     | 110   | + 5 Tours           |
| 20  | LMP3   | 15 | RLR Msport                   | Amir Feyzulin Bijoy Garg (en) Andres Latorre             | Ligier JS P320                     | M     | 110   | + 5 Tours           |
| 20  | LMP3   | 15 | RLR Msport                   | Amir Feyzulin Bijoy Garg (en) Andres Latorre             | Nissan VK56 5,6 l V8 Atmo          | M     | 110   | + 5 Tours           |
| 21  | GT     | 10 | GetSpeed Performance         | Raffaele Marciello Fabian Schiller (en) Florian Scholze  | Mercedes-AMG GT3 Evo               | M     | 109   | + 6 Tours           |
| 21  | GT     | 10 | GetSpeed Performance         | Raffaele Marciello Fabian Schiller (en) Florian Scholze  | Mercedes-Benz M159 6,2 L V8 Atmo   | M     | 109   | + 6 Tours           |
| 22  | GT     | 21 | AF Corse                     | Stefano Costantini (it) Simon Mann Miguel Molina         | Ferrari 488 GT3 Evo 2020           | M     | 109   | + 6 Tours           |
| 22  | GT     | 21 | AF Corse                     | Stefano Costantini (it) Simon Mann Miguel Molina         | Ferrari F154CB 3,9 L V8 Turbo      | M     | 109   | + 6 Tours           |
| 23  | GT     | 88 | Garage 59                    | Benjamin Goethe (en) Alexander West (de) Tom Gamble      | McLaren 720S GT3                   | M     | 109   | + 6 Tours           |
| 23  | GT     | 88 | Garage 59                    | Benjamin Goethe (en) Alexander West (de) Tom Gamble      | McLaren M840T 4,0 l V8 Bi-Turbo    | M     | 109   | + 6 Tours           |
| 24  | GT     | 59 | Garage 59                    | Robert Bell Nick Halstead (en) Louis Prette (en)         | McLaren 720S GT3                   | M     | 109   | + 6 Tours           |
| 24  | GT     | 59 | Garage 59                    | Robert Bell Nick Halstead (en) Louis Prette (en)         | McLaren M840T 4,0 l V8 Bi-Turbo    | M     | 109   | + 6 Tours           |
| 25  | GT     | 77 | D'Station Racing             | Charlie Fagg Tomonobu Fujii Satoshi Hoshino              | Aston Martin Vantage AMR GT3       | M     | 109   | + 6 Tours           |
| 25  | GT     | 77 | D'Station Racing             | Charlie Fagg Tomonobu Fujii Satoshi Hoshino              | Aston Martin 4,0 L V8 Turbo        | M     | 109   | + 6 Tours           |
| 26  | GT     | 7  | Haupt Racing Team            | Al Faisal Al Zubair (en) Martin Konrad Luca Stolz (en)   | Mercedes-AMG GT3 Evo               | M     | 109   | + 6 Tours           |
| 26  | GT     | 7  | Haupt Racing Team            | Al Faisal Al Zubair (en) Martin Konrad Luca Stolz (en)   | Mercedes-Benz M159 6,2 L V8 Atmo   | M     | 109   | + 6 Tours           |
| 27  | GT     | 99 | Herberth Motorsport          | Ralf Bohn (de) Axcil Jefferies Robert Renauer (de)       | Porsche 911 GT3 R                  | M     | 108   | + 7 Tours           |
| 27  | GT     | 99 | Herberth Motorsport          | Ralf Bohn (de) Axcil Jefferies Robert Renauer (de)       | Porsche 4,2 l Flat-6 Atmo          | M     | 108   | + 7 Tours           |
| 28  | GT     | 72 | HubAuto Racing               | Jules Gounon Ollie Millroy Liam Talbot (de)              | Mercedes-AMG GT3 Evo               | M     | 108   | + 7 Tours           |
| 28  | GT     | 72 | HubAuto Racing               | Jules Gounon Ollie Millroy Liam Talbot (de)              | Mercedes-Benz M159 6,2 L V8 Atmo   | M     | 108   | + 7 Tours           |
| 29  | LMP3   | 63 | Inter Europol Competition    | Adam Ali James Dayson John Schauerman                    | Ligier JS P320                     | M     | 108   | + 7 Tours           |
| 29  | LMP3   | 63 | Inter Europol Competition    | Adam Ali James Dayson John Schauerman                    | Nissan VK56 5,6 l V8 Atmo          | M     | 108   | + 7 Tours           |
| 30  | GT     | 91 | Herberth Motorsport          | Harry King (en) Alex Malykhin Joel Sturm                 | Porsche 911 GT3 R                  | M     | 108   | + 7 Tours           |
| 30  | GT     | 91 | Herberth Motorsport          | Harry King (en) Alex Malykhin Joel Sturm                 | Porsche 4,2 l Flat-6 Atmo          | M     | 108   | + 7 Tours           |
| 31  | GT     | 33 | Herberth Motorsport          | Antares Au Klaus Bachler Alfred Renauer (de)             | Porsche 911 GT3 R                  | M     | 108   | + 7 Tours           |
| 31  | GT     | 33 | Herberth Motorsport          | Antares Au Klaus Bachler Alfred Renauer (de)             | Porsche 4,2 l Flat-6 Atmo          | M     | 108   | + 7 Tours           |
| 32  | GT     | 19 | Leipert Motorsport (de)      | Brendon Leitch (en) Marco Mapelli (en) Gabriel Rindone   | Lamborghini Huracán GT3 Evo        | M     | 108   | + 7 Tours           |
| 32  | GT     | 19 | Leipert Motorsport (de)      | Brendon Leitch (en) Marco Mapelli (en) Gabriel Rindone   | Lamborghini 5,2 L V10 Atmo         | M     | 108   | + 7 Tours           |
| 33  | GT     | 74 | Kessel Racing                | Michał Broniszewski David Fumanelli (en) Benjamin Barker | Ferrari 488 GT3 Evo 2020           | M     | 108   | + 7 Tours           |
| 33  | GT     | 74 | Kessel Racing                | Michał Broniszewski David Fumanelli (en) Benjamin Barker | Ferrari F154CB 3,9 L V8 Turbo      | M     | 108   | + 7 Tours           |
| 34  | GT     | 95 | TF Sport                     | Jonathan Adam Henrique Chaves John Hartshorne            | Aston Martin Vantage AMR GT3       | M     | 107   | + 8 Tours           |
| 34  | GT     | 95 | TF Sport                     | Jonathan Adam Henrique Chaves John Hartshorne            | Aston Martin 4,0 L V8 Turbo        | M     | 107   | + 8 Tours           |
| 35  | GT     | 6  | Haupt Racing Team            | Frank Bird Michael Blanchemain Arjun Maini               | Mercedes-AMG GT3 Evo               | M     | 107   | + 8 Tours           |
| 35  | GT     | 6  | Haupt Racing Team            | Frank Bird Michael Blanchemain Arjun Maini               | Mercedes-Benz M159 6,2 L V8 Atmo   | M     | 107   | + 8 Tours           |
| 36  | GT     | 20 | Herberth Motorsport          | Matteo Cairoli Nicolas Leutwiler Mikkel Pedersen         | Porsche 911 GT3 R                  | M     | 107   | + 8 Tours           |
| 36  | GT     | 20 | Herberth Motorsport          | Matteo Cairoli Nicolas Leutwiler Mikkel Pedersen         | Porsche 4,2 l Flat-6 Atmo          | M     | 107   | + 8 Tours           |
| 37  | GT     | 66 | Bullitt Racing               | Martin Berry Valentin Hasse-Clot Jacob Riegel            | Aston Martin Vantage AMR GT3       | M     | 107   | + 8 Tours           |
| 37  | GT     | 66 | Bullitt Racing               | Martin Berry Valentin Hasse-Clot Jacob Riegel            | Aston Martin 4,0 L V8 Turbo        | M     | 107   | + 8 Tours           |
| 38  | GT     | 67 | Orange Racing Powered by JMH | Marcus Clutton Michael O'Brien Simon Orange              | McLaren 720S GT3                   | M     | 106   | + 9 Tours           |
| 38  | GT     | 67 | Orange Racing Powered by JMH | Marcus Clutton Michael O'Brien Simon Orange              | McLaren M840T 4,0 l V8 Bi-Turbo    | M     | 106   | + 9 Tours           |
| 39  | GT     | 16 | GetSpeed Performance         | Zhou Bihouang Alexandre Imperatori Wang Zhongwei         | Mercedes-AMG GT3 Evo               | M     | 105   | + 10 Tours          |
| 39  | GT     | 16 | GetSpeed Performance         | Zhou Bihouang Alexandre Imperatori Wang Zhongwei         | Mercedes-Benz M159 6,2 L V8 Atmo   | M     | 105   | + 10 Tours          |
| Nc. | LMP3   | 53 | Inter Europol Competition    | Kai Askey Wyatt Brichacek (en) Miguel Cristóvão          | Ligier JS P320                     | M     | 84    | Non classé          |
| Nc. | LMP3   | 53 | Inter Europol Competition    | Kai Askey Wyatt Brichacek (en) Miguel Cristóvão          | Nissan VK56 5,6 l V8 Atmo          | M     | 84    | Non classé          |
| Nc. | GT     | 60 | Formula Racing               | Conrad Laursen Johnny Laursen Nicklas Nielsen            | Ferrari 488 GT3 Evo 2020           | M     | 80    | Non classé          |
| Nc. | GT     | 60 | Formula Racing               | Conrad Laursen Johnny Laursen Nicklas Nielsen            | Ferrari F154CB 3,9 L V8 Turbo      | M     | 80    | Non classé          |
| Nc. | LMP3   | 18 | 360 Racing                   | Sebastián Álvarez (en) Frédéric Jousset Ross Kaiser      | Ligier JS P320                     | M     | 74    | Non classé          |
| Nc. | LMP3   | 18 | 360 Racing                   | Sebastián Álvarez (en) Frédéric Jousset Ross Kaiser      | Nissan VK56 5,6 l V8 Atmo          | M     | 74    | Non classé          |
| Nc. | GT     | 65 | Viper Niza Racing (en)       | Dominic Ang Douglas Khoo (en)                            | Aston Martin Vantage AMR GT3       | M     | 66    | Sortie de piste     |
| Nc. | GT     | 65 | Viper Niza Racing (en)       | Dominic Ang Douglas Khoo (en)                            | Aston Martin 4,0 L V8 Turbo        | M     | 66    | Sortie de piste     |
| Nc. | GT     | 57 | Car Guy Racing               | Mikkel Jensen Takeshi Kimura Frederik Schandorff         | Ferrari 488 GT3 Evo 2020           | M     | 57    | Non classé          |
| Nc. | GT     | 57 | Car Guy Racing               | Mikkel Jensen Takeshi Kimura Frederik Schandorff         | Ferrari F154CB 3,9 L V8 Turbo      | M     | 57    | Non classé          |
| Nc. | LMP3   | 55 | Rinaldi Racing               | Lorcan Hanafin Matthias Lüthen (en) Jonas Ried           | Duqueine M30 - D08                 | M     | 54    | Problème électrique |
| Nc. | LMP3   | 55 | Rinaldi Racing               | Lorcan Hanafin Matthias Lüthen (en) Jonas Ried           | Nissan VK56 5,6 l V8 Atmo          | M     | 54    | Problème électrique |
| Nc. | LMP3   | 17 | Cool Racing                  | Adrien Chila Cédric Oltramare Marcos Siebert             | Ligier JS P320                     | M     | 36    | sortie de piste     |
| Nc. | LMP3   | 17 | Cool Racing                  | Adrien Chila Cédric Oltramare Marcos Siebert             | Nissan VK56 5,6 l V8 Atmo          | M     | 36    | sortie de piste     |

### Pole position et record du tour
- Pole position :  Charles Crews sur n°43  Inter Europol Competition en 1 min 49 s 329 .
- Meilleur tour en course :  Malthe Jakobsen sur n°37  Cool Racing en 1 min 47 s 950  au 12e tour.

### Tours en tête
- no 23 Oreca 07 - United Autosports : 19 tours (1-19)[8]
- no 25 Oreca 07 - Algarve Pro Racing : 1 tour (20)
- no 37 Oreca 07 - Cool Racing : 5 tours (21 / 56-59)
- no 22 Oreca 07 - United Autosports : 21 tours (22-39 / 46-48)
- no 24 Oreca 07 - Nielsen Racing : 6 tours (40-45)
- no 43 Oreca 07 - Inter Europol Competition : 23 tours (49-55 / 100-115)
- no 3 Oreca 07 - DKR Engineering : 40 tours (60-99)

## À noter
- Longueur du circuit : 5,390 km
- Distance parcourue par les vainqueurs : 
  - Course 1ː 636,02 km
  - Course 2ː 619,85 km